# Leptomiza
Leptomiza là một chi bướm đêm thuộc họ Geometridae.

## Các loài
- Leptomiza apoleuca
- Leptomiza bilinearia (Leech, 1897)
- Leptomiza calcearia (Walker, 1860)
- Leptomiza dentilineata
- Leptomiza hedemanni
- Leptomiza hepaticata (Swinhoe, 1900)
- Leptomiza mediolimbata
- Leptomiza hepaticata (Swinhoe, 1900)
- Leptomiza prochlora Wehrli, 1936
- Leptomiza rufitinctaria Hampson, 1902
- Leptomiza vicina